# Scisma anglicano

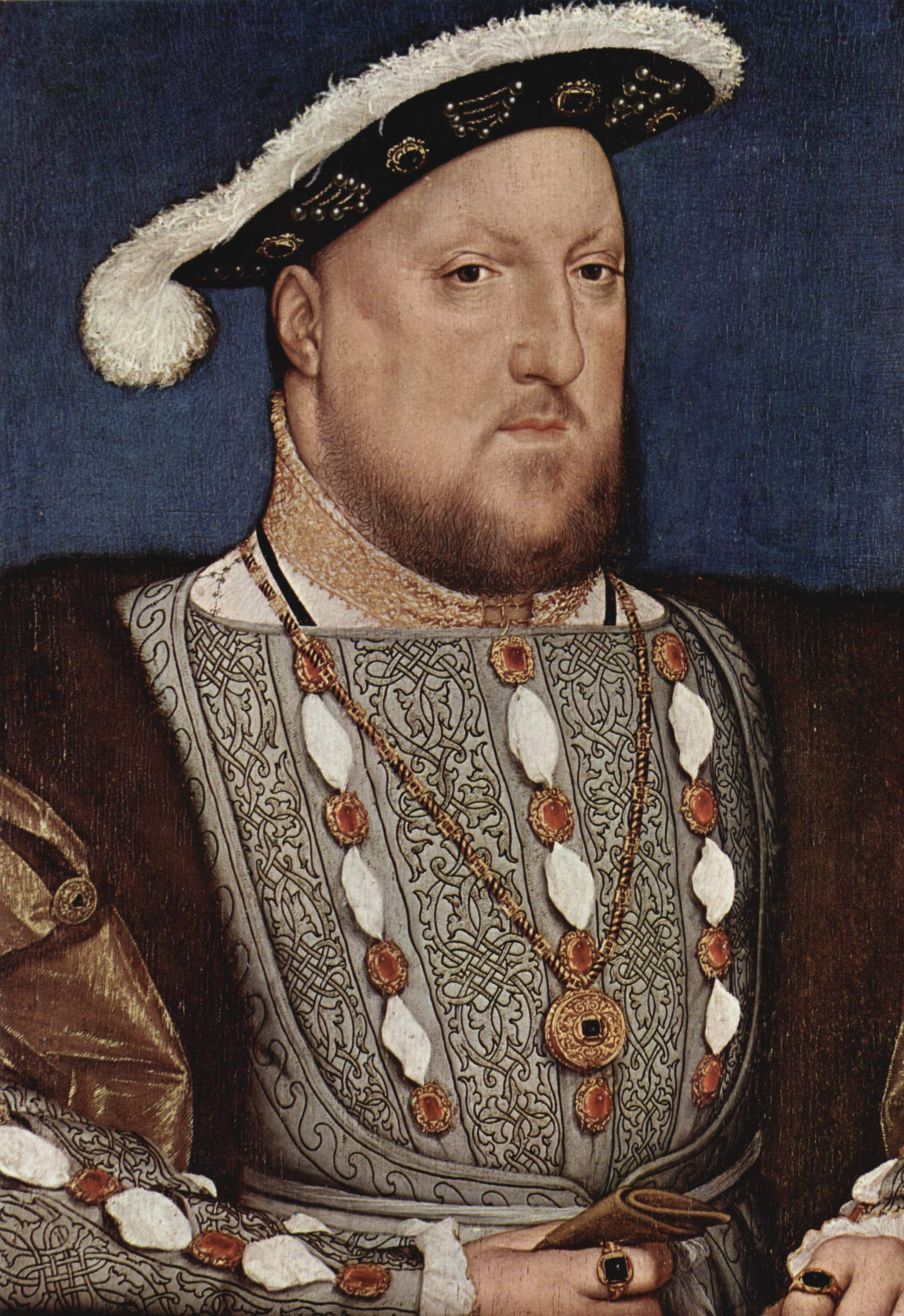
Il re Enrico VIII d'Inghilterra

Lo Scisma anglicano fa riferimento a una serie di avvenimenti del XVI secolo, durante il quale la Chiesa d'Inghilterra ruppe con l'autorità papale e la Chiesa cattolica romana. Questi eventi furono, in parte, correlati al più ampio contesto della Riforma protestante europea, un movimento religioso e politico che influenzò la storia del cristianesimo nell'Europa occidentale e centrale. Si possono individuare molteplici cause che portarono a questo fenomeno, tra queste l'invenzione della stampa, la maggior circolazione dei testi sacri e la trasmissione di nuove conoscenze e idee tra gli studiosi, tra le diverse classi sociali e tra i lettori in generale. Le fasi della Riforma inglese, che interessarono anche il Galles e l'Irlanda, furono in gran parte guidate da cambiamenti nella politica del governo, ai quali l'opinione pubblica si adattò gradualmente.
Basandosi sul desiderio del re Enrico VIII di annullare il suo matrimonio, come richiesto per la prima volta a papa Clemente VII nel 1527, la Riforma inglese iniziò più come una questione politica che come una disputa teologica. Le molteplici distanze, già in corso da tempo, tra Roma e l'Inghilterra permise l'emergere di controversie teologiche. Fino alla definitiva rottura con Roma, il papa e i concili generali della chiesa decidevano riguardo alla dottrina; il diritto canonico regolava il mondo ecclesiastico e Roma vantava la giurisdizione finale. Le tasse ecclesiastiche venivano pagate direttamente a Roma e il Papa aveva l'ultima parola sulla nomina dei vescovi.
La rottura con la chiesa cattolica fu operata da una serie di Atti del Parlamento approvati tra il 1532 e il 1534, tra cui l'Atto di Supremazia del 1534, con cui si dichiarava re Enrico il "Capo Supremo in terra della Chiesa d'Inghilterra". L'autorità finale nelle controversie dottrinali e legali ora spettava al monarca; il papato fu privato delle entrate e della decisione finale sulla nomina dei vescovi.
Durante il regno del figlio di Enrico, Edoardo VI, la teologia e la liturgia della Chiesa d'Inghilterra divennero marcatamente protestanti, seguendo in gran parte lungo le linee stabilite dall'arcivescovo Thomas Cranmer. Sotto Maria I d'Inghilterra, il processo fu invertito e la Chiesa d'Inghilterra fu nuovamente posta sotto la giurisdizione papale ma successivamente la nuova regina Elisabetta I reintrodusse la religione protestante, seppur in un contesto di maggior moderazione. La struttura e la teologia della chiesa furono oggetto di aspre contese per generazioni.
L'aspetto violento di questi conflitti, manifestatosi nella guerra civile inglese, terminò quando l'ultimo monarca cattolico romano, Giacomo II Stuart, venne deposto e il Parlamento mise sul trono congiuntamente Guglielmo III e Maria II che avrebbero governato secondo quanto stabilito nel Bill of Rights. Da questo documento, emanato nel 1688 dopo la "Gloriosa Rivoluzione", emerse un sistema politico basato su di una religione di stato e un certo numero di chiese non conformiste i cui membri patirono varie privazioni civili rimosse solamente molti anni dopo.

## Introduzione
Gli avvenimenti inglesi fanno parte d'un processo più ampio, la Riforma protestante europea, un movimento politico e religioso, che sconvolse la vita religiosa in tutta l'Europa del tempo. Molteplici furono i fattori che portarono a questi sconvolgimenti: il declino del feudalesimo e l'affermarsi degli stati-nazione, l'affermarsi di una legge civile, l'invenzione della stampa e la circolazione delle idee e delle conoscenze acquisite, non solo dagli eruditi, ma anche dai commercianti e dagli artigiani. Ma come e perché i diversi stati d'Europa aderirono alle differenti forme di protestantesimo o rimasero fedeli a Roma resta storia specifica di ogni Stato. L'analisi delle cause di questi eventi è ancora oggi molto controversa.
Lo scisma d'Inghilterra fu l'epilogo del lungo dibattito con la Chiesa cattolica riguardo all'autorità di quest'ultima sul popolo inglese, anche se l'atto finale fu dettato dal desiderio di Enrico VIII di far annullare il suo matrimonio. All'inizio fu più un dibattito politico che religioso, ma le differenze politiche reali tra Roma e l'Inghilterra permisero alle divergenze teologiche che si ingrandivano di emergere. La rottura con Roma rese i monarchi inglesi capi della chiesa del loro paese, ma la struttura e la teologia di questa chiesa furono per generazioni materia per feroci dibattiti. Essa condusse infine alla Rivoluzione inglese, dove finì per emergere una chiesa ufficiale e un certo numero di chiese non conformiste, dove i membri subirono inizialmente diverse incapacità civili, che non furono risolte che col tempo. Il cattolicesimo non uscì dalla clandestinità fino al XIX secolo.
Diverse ipotesi sono state avanzate per spiegare perché l'Inghilterra adottò una fede riformata a differenza della Francia, per esempio. Alcuni ritengono che sia stato l'inevitabile trionfo delle nuove conoscenze e di un nuovo senso dell'autonomia sulla superstizione e la depravazione. Altri ritengono che fu il caso a determinare queste scelte: Enrico VIII morì al momento sbagliato, Maria I d'Inghilterra non ebbe figli; che la Riforma non significava lasciare la Chiesa cattolica di Roma; per altri fu la potenza delle idee che chiedevano poco affinché le loro vecchie certezze diventassero incertezze; altri scrissero che fu la forza dello Stato su una religione popolare, fiorente e piena di vita; che era una « rivoluzione culturale » Per altri, al contrario, per la maggior parte dei credenti comuni, vi fu una continuità al di là delle divisioni, che fu più importante di queste ultime. Il riaccendersi di interessi attorno a questo tema indica che il dibattito è lungi dall'arrivare a una conclusione.

## Contesto

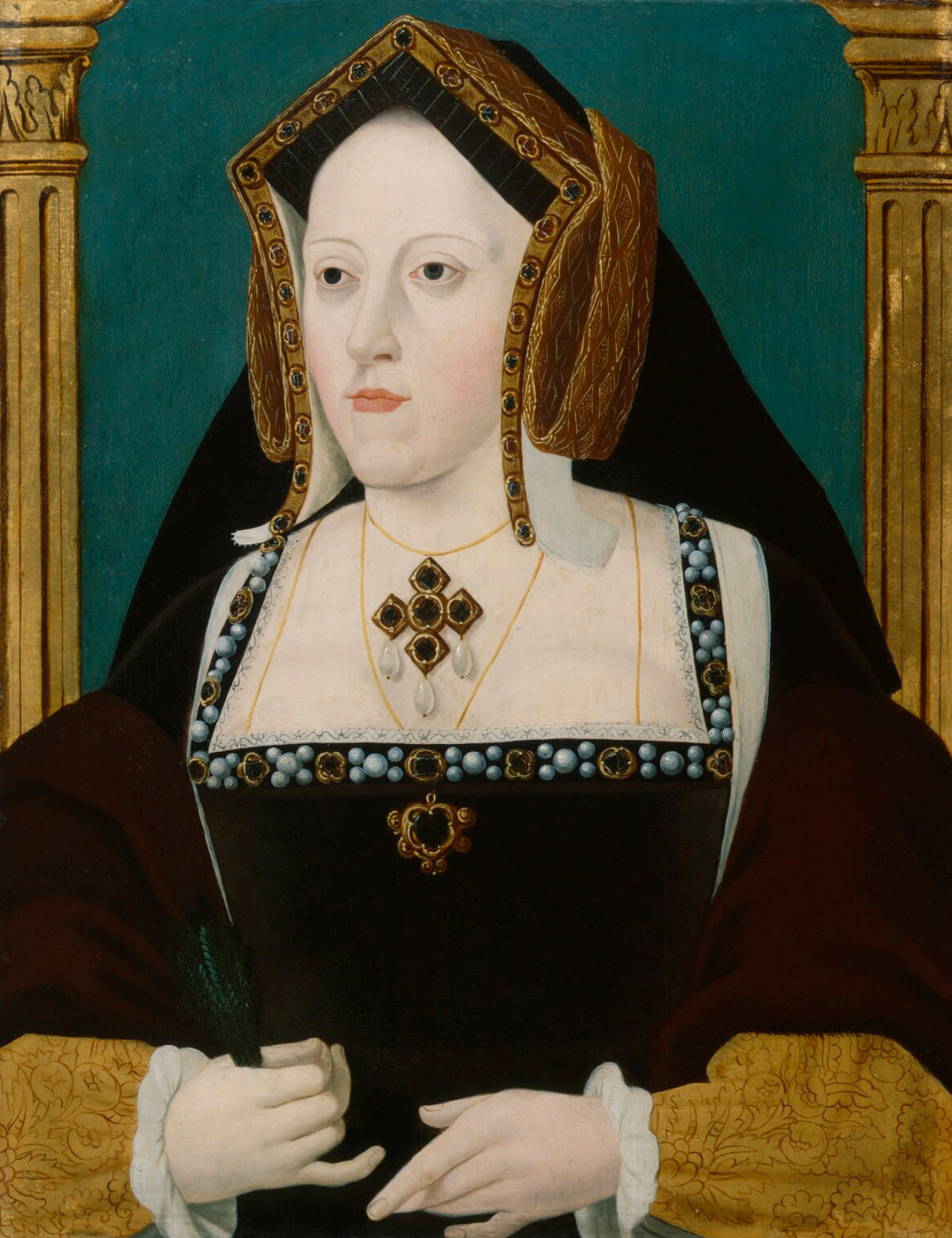
Caterina d'Aragona prima moglie di Enrico VIII

Enrico VIII salì al trono d'Inghilterra nel 1509 all'età di 17 anni. Ebbe un matrimonio dinastico con Caterina d'Aragona, vedova del fratello del re, ovvero Arturo Tudor nel 1509, poco prima dell'incoronazione. Al contrario del padre Enrico VII, che era chiuso e riservato, il figlio sembra essere la perfetta immagine di un estroverso cavaliere, che cerca la compagnia di giovani simili a lui. Cattolico fervente, ascoltava fino a cinque messe al giorno, salvo nei periodi della caccia. Il suo spirito possente ma senza originalità, facilmente influenzabile dai suoi consiglieri, che non lo lasciavano mai, né di giorno né di notte. Era anche sensibile a chi gli dava ascolto. Tra i suoi amici e contemporanei e il Lord Cancelliere il cardinale Thomas Wolsey regnava un clima di ostilità. Nonostante ciò il cardinale fu sicuro della cattolicità del monarca, quando nel 1521 difese la Chiesa cattolica contro le accuse di Martin Lutero in un libro, che scrisse sicuramente con l'aiuto di Tommaso Moro, intitolato Difesa dei sette sacramenti, per il quale venne insignito del titolo di Defensor Fidei (Difensore della fede) dal papa Leone X. Ma fra i nemici del cardinale a corte vi era anche la seducente Anna Bolena che era a sua volta influenzata dalle idee di Lutero.

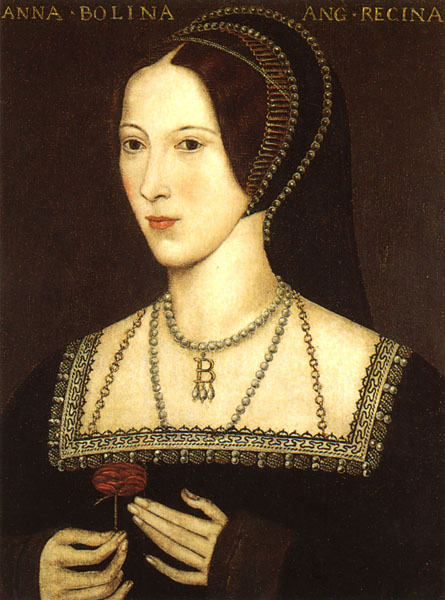
Anna Bolena, seconda moglie di Enrico VIII

Dopo anni passati in Europa come damigella d'onore della regina Caterina, Anna arrivò alla corte nel 1522, donna affascinante, di spirito e stile, ma anche di volontà e di ferocia, in grado quindi di far fronte a Enrico. Verso la fine degli anni venti Enrico voleva far annullare il suo matrimonio con Caterina, in quanto ella non gli aveva dato eredi maschi viventi. Il monarca voleva un figlio maschio per assicurare una continuità alla dinastia Tudor. Memore di quanto successe nel secolo precedente con la Guerra delle due rose, voleva a tutti i costi evitare il ripetersi di quella situazione. Unica figlia vivente era la principessa Maria.
Enrico sosteneva che l'assenza di eredi maschi derivava dal fatto che, avendo sposato la vedova di suo fratello, ciò non era gradito a Dio. Il matrimonio con Caterina era stato celebrato con una dispensa speciale del papa Giulio II; il re sosteneva che questa dispensa non era valida e che quindi il suo matrimonio non era valido. Nel 1527 Enrico VIII chiese al papa Clemente VII di annullare il matrimonio. Il papa rifiutò. Infatti, secondo il diritto canonico, il papa non poteva annullare il matrimonio a causa di un ostacolo canonico precedentemente tolto. Clemente VII temeva anche la collera della famiglia di Caterina e di Carlo V, le cui truppe, più tardi in quell'anno, saccheggiarono Roma e incarcerarono per un breve periodo il papa stesso.

## La rottura con Roma
Il suo scrupolo di coscienza unito all'attrazione per Anna Bolena rese irresistibile il suo desiderio di sbarazzarsi della regina . L'inchiesta riguardante il suo cancelliere, il cardinale Thomas Wolsey accusato di "praemunire" nel 1529, e la morte del prelato durante il suo trasferimento a Londra per essere giudicato di alto tradimento nel novembre del 1530, causarono in Enrico dei dubbi e la sua indecisione aumentò anche di fronte all'opposizione degli amici della regina e di coloro che al contrario volevano una separazione da Roma e vedevano nell'annullamento del matrimonio un'occasione quanto mai favorevole.
Il Parlamento convocato nel 1529 per discutere dell'annullamento raccoglieva tutti quelli che desideravano una riforma. Ognuno, però, non concordava sulla forma da darle: venne chiamato il Parlamento della Riforma. Vi erano uomini di legge che in nome della Common Law erano contrari ai privilegi del clero che poteva convocare i laici ai loro tribunali. Vi erano anche coloro che avevano subito l'influsso dell'evangelizzazione luterana e che erano ostili alla teologia cattolica. Thomas Cromwell rientrava in queste due categorie. Vi erano poi coloro che come John Foxe e Stokesley sostenevamo la "supremazia del re" sulla Chiesa d'Inghilterra. Il nuovo cancelliere di Enrico VIII, Thomas More, che aveva sostituito Wolsey, voleva, insieme alla riforma, delle nuove leggi contro l'eresia.

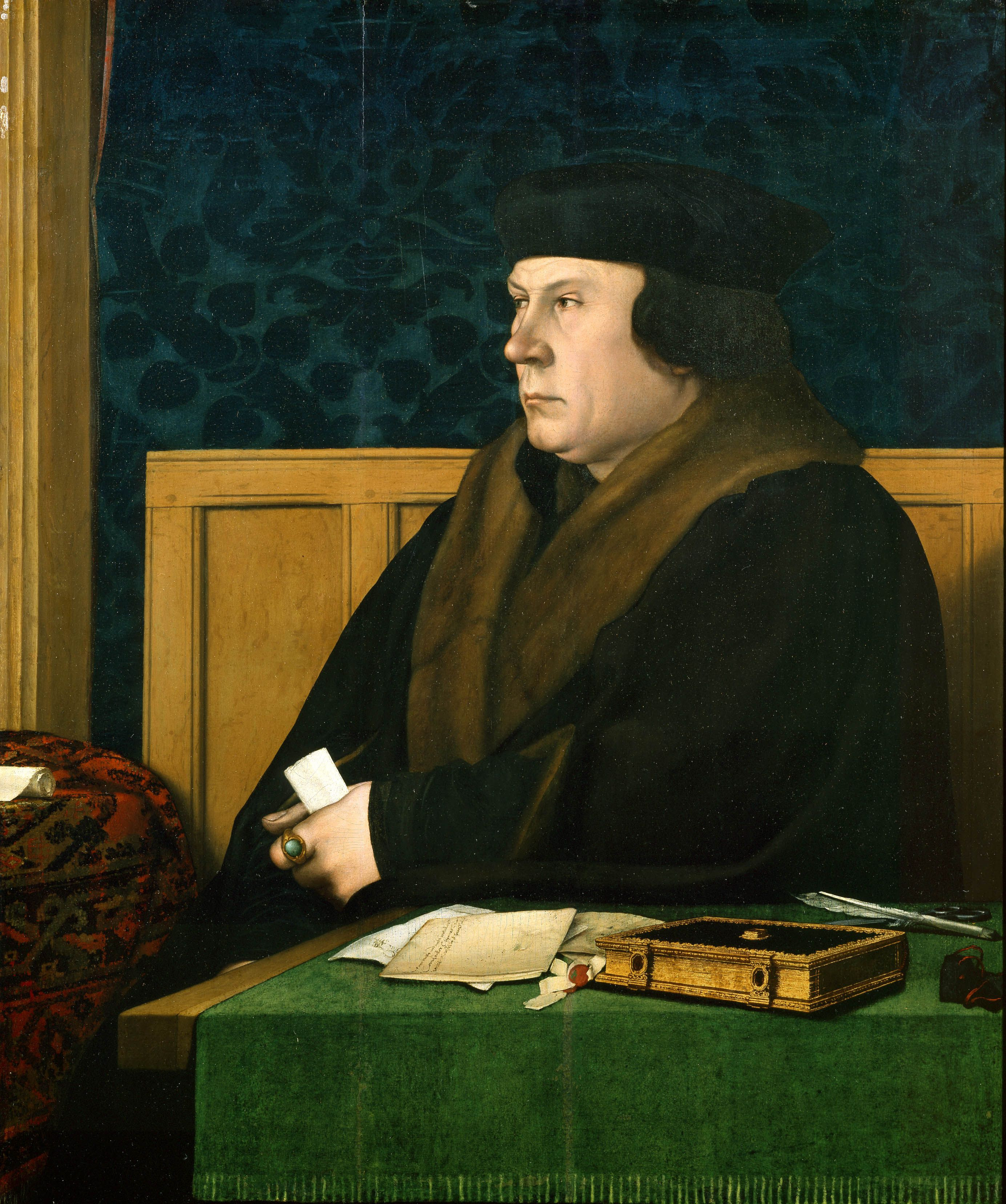
Thomas Cromwell, Primo Conte d'Essex (circa 1485–1540), primo ministro di Enrico VIII dal 1532 al 1540.

Cromwell era un uomo di legge, un membro del Parlamento e un evangelico. Egli sapeva come manovrare il Parlamento per promuovere la supremazia del re, che era quello che voleva Enrico e per favorire la sua fede e il culto evangelico, che era quello che lui e i suoi amici volevano. Uno dei suoi più intimi amici era Thomas Cranmer, che stava per essere nominato arcivescovo.
Per quanto riguardava l'annullamento, nessun progresso sembrava possibile: il papa sembrava temesse più Carlo V che Enrico VIII. Anna Bolena, Thomas Cromwell e i loro sostenitori dicevano che bastava semplicemente non tener conto del papa, ma nell'ottobre 1530, una commissione di uomini di legge e di ecclesiastici avvertì che il Parlamento non poteva autorizzare l'arcivescovo ad agire contro un divieto papale. Enrico prese allora la soluzione di perseguitare il clero.
Dopo essersi sbarazzato del cardinale Wolsey, il suo cancelliere, egli decise di accusare il clero di praemunire allo scopo di spingerli a dare il loro assenso all'annullamento. Il reato di praemunire che vietava l'obbedienza a dei governanti stranieri esisteva sin dal 1392. Questa legge era già stata usata in particolari procedure giudiziarie.
Dopo aver accusato i partigiani della regina, i vescovi John Fisher, John Clerk, Nicholas West e Henry Standish, così anche l'archiatra d'Exeter, Adam Travers, Enrico estese la procedura nei confronti di tutto il clero. 
Enrico pretese 100.000 sterline in occasione dell'Assemblea del clero inglese di Canterbury per ottenerne il perdono reale, somma che si decise di pagare il 24 gennaio 1531 chiedendo però che venisse dilazionata in cinque anni, ma Enrico rifiutò. L'Assemblea allora ritornò sulla sua decisione chiedendo ad Enrico delle garanzie prima di versare il denaro. Il re rifiutò ancora ogni condizione ma concesse la dilazione in cinque anni aggiungendo cinque articoli che il clero doveva accettare:
- Che il clero riconosca Enrico come "Il solo protettore e capo supremo della Chiesa e del clero d'Inghilterra[22]
- Che al re sia attribuita una competenza spirituale
- Che i privilegi della Chiesa siano considerati nulli se attentano alle prerogative reali e alle leggi del regno
- Che il re perdona al clero la violazione della legge di praemunire
- Che anche i laici siano perdonati.

Nel Parlamento il vescovo John Fischer era il sostenitore di Caterina e del clero. Egli inserì nel primo articolo la frase se la parola di Dio lo permette. Quindi durante l'assemblea dei sacerdoti convocata per esaminare le proposte reali, l'arcivescovo William Warham aprendo la discussione, non ottenne che un silenzio di tomba. Allora il prelato disse Chi tace acconsente, al che un sacerdote gli rispose Per questo siamo tutti in silenzio. L'assemblea quindi accettò i cinque articoli e il pagamento, era l'8 marzo 1531. In quello stesso anno il parlamento inglese votò l'Atto di perdono.
La rottura con l'autorità papale avvenne a poco a poco. Nel 1532, Cromwell presentò al Parlamento una petizione intitolata « Richiesta contro l'Ordinario della messa », che avanzava un elenco di nove lagnanze contro la Chiesa, includendovi l'abuso di potere e il potere di emanare leggi senza il consenso dell'Assemblea del clero.
Il 10 maggio 1532, il re chiese alla Chiesa di rinunciare al diritto di legiferare, la sottomissione del clero venne firmata il 15 maggio. Con questo atto la Chiesa riconosceva la supremazia del re sulla Chiesa, di modo che non poteva essere più libera di legiferare in materia di diritto canonico senza la licenza reale. Questo fu un atto di annichilimento totale del soggetto Chiesa come legislatore. Questa sottomissione venne accolta dal Parlamento ne 1534, e poi ancora nel 1536. Questo fatto portò alle dimissioni di More da cancelliere, lasciando Cromwell padrone della scena politica. Egli non divenne mai cancelliere, ma affermò il suo potere con stretti rapporti informali con la corona. Relazione privilegiata che più tardi si interruppe.
Seguirono una serie di leggi parlamentari. La legge concernente la «Ritenuta condizionata delle annate» », che proponeva che il clero non pagasse a Roma più del 5% della sua prima annata delle rendite, incontrò delle opposizioni e ci volle per tre volte la presenza di Enrico alla Camera dei Lords e l'intimidazione della Camera dei Comuni perché fosse votata.
La «Legge della restrizione degli appelli», che fu redatta da Cromwell, a parte quello che concerneva le proibizioni degli appelli a Roma per le questioni ecclesiastiche, dichiarava che «Il regno d'Inghilterra è un impero, così è stato accettato nel mondo, e che è governato da un capo supremo, il re, che ha il titolo e il rango reale della Corona imperiale del paese, a lui un corpo politico, un insieme di persone di ogni condizione e di ogni rango, in nome della spiritualità e della temporalità, ha il dovere di attribuire, dopo Dio, una naturale e umile obbedienza». 

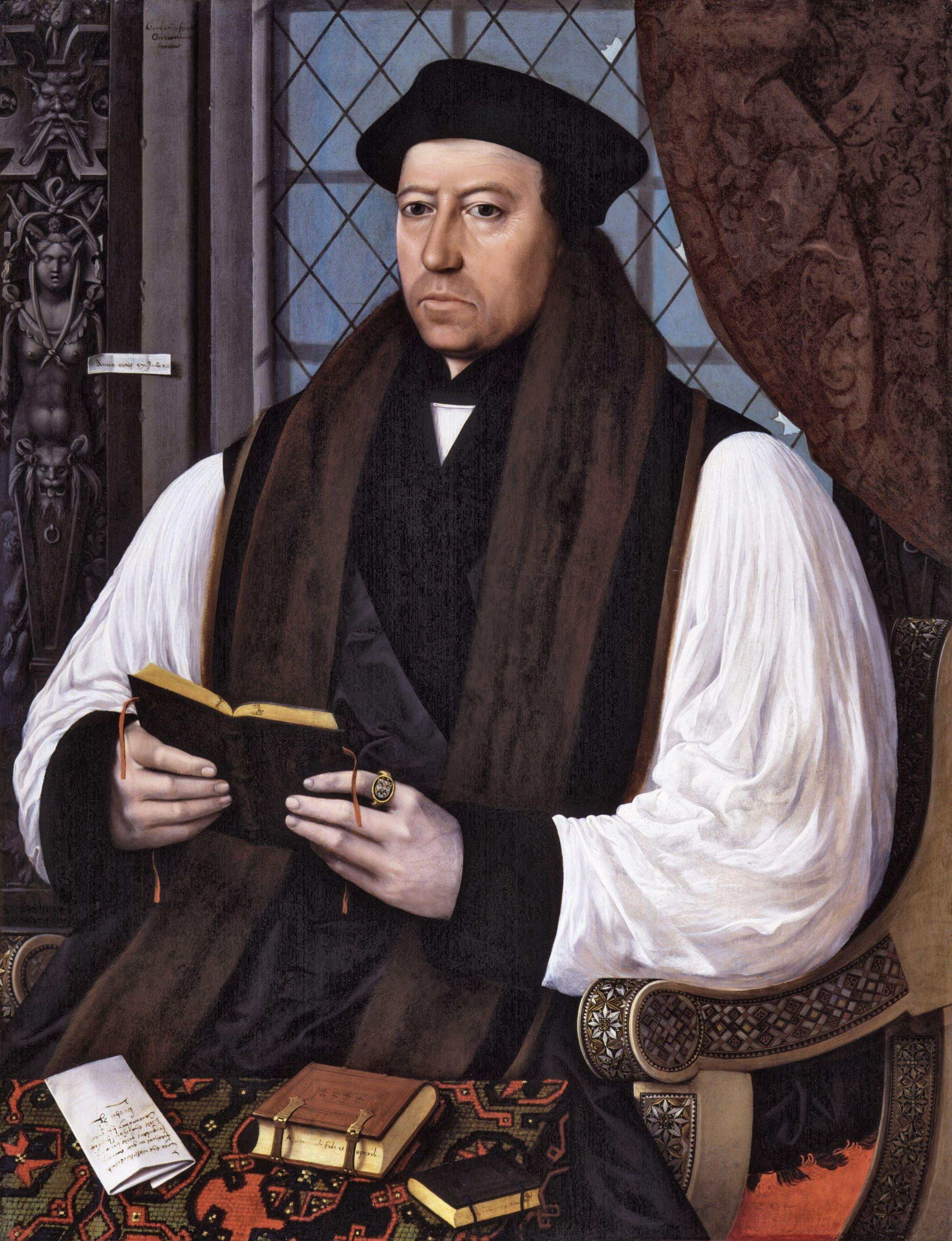
Thomas Cranmer (1489–1556), Arcivescovo di Canterbury sotto Enrico VIII, redattore e uno degli autori del primo e secondo Libro della preghiera comune

 Inoltre, si affermava che l'Inghilterra era un paese indipendente sotto ogni aspetto.
Geoffrey Elton ha chiamato questa legge un «ingrediente essenziale alla rivoluzione dei Tudor», affermando una teoria della sovranità razionale. La legge della «Ritenuta totale delle annate» proibiva il pagamento di tutte le rendite annuali a Roma e ammoniva che se le cattedrali avessero rifiutato la nomina dei vescovi da parte del re queste rischiavano l'accusa di praemunire. Finalmente nel 1534, La «Legge di Supremazia» (noto come "Atto di Supremazia") fece di Enrico il «capo supremo sulla Terra della Chiesa d'Inghilterra», mettendo da parte ogni uso, costume, legge autorità o prescrizioni che provenissero dall'esterno.
Dopo una luna di miele prematrimoniale in Francia, Enrico e Anna si sposarono a Westminster nel gennaio 1533. Evento facilitato dalla morte dell'arcivescovo Warham, strenuo oppositore al matrimonio del re. Egli venne rimpiazzato da Thomas Cranmer quale arcivescovo di Canterbury. Questo prelato era invece favorevole all'annullamento del matrimonio con Caterina, come Enrico voleva. Anna diede alla luce una figlia che diverrà Elisabetta I d'Inghilterra, tre mesi dopo il matrimonio. Il papa scomunicò sia il monarca che l'arcivescovo.
Di conseguenza, lo stesso anno la legge delle "Primizie e delle decime" trasferirà le tasse sulle rendite ecclesiastiche dal papa alla Corona. La legge che concerneva "Il pence di Pietro e dispense" prescriveva il pagamento annuale da parte dei proprietari del penny al papa.
Questa legge ribadiva che l'Inghilterra «non aveva altro capo al di fuori di Dio che sua Grazia» e che «la corona imperiale» di Enrico era stata messa al sicuro «dalle usurpazioni e dalle esazioni ingiuste e poco caritatevoli del papa».
Per far fronte ad un'eventuale opposizione a uno di questi argomenti il Parlamento votò nel 1534 «La legge del tradimento», che considerava alto tradimento passibile della pena di morte il fatto di negare «la supremazia del re». Finalmente nel 1536 il Parlamento votò la «Legge contro l'autorità del papa» che sopprimeva l'ultima parte ancora legale dell'autorità papale, cioè il suo potere in Inghilterra di esprimere un giudizio nelle discussioni concernenti le Sacre Scritture.

## Radicalismo teologico
La rottura con Roma non era ancora la vera e propria Riforma che si originò dalla diffusione delle nuove idee. Le opinioni di Martin Lutero, il riformatore tedesco, e dei suoi discepoli erano largamente conosciute e dibattute in Inghilterra, dove il radicalismo teologico è sempre stato presente. Questo si era manifestato in Inghilterra con i Lollardi, un movimento ispirato dagli scritti di John Wyclif, il traduttore della Bibbia del Quattrocento che aveva ribadito la preminenza della Sacre Scritture. Ma dopo l'esecuzione di Sir John Oldcastle, capo della ribellione dei Lollardi nel 1415, questi privi del loro capo si ridussero considerevolmente di numero e di influenza nel corso del Quattrocento.
Vi erano comunque ancora molti Lollardi, in particolare a Londra, nella valle del Tamigi, nella contea dell'Essex e del Kent, a Coventry e a Bristol, come in molte regioni del nord. Essi furono ricettivi alle nuove idee, quando comparvero, anche loro cercavano di riformare la Chiesa, mettendo la Parola di Dio al primo posto e consideravano l'eucaristia come una semplice commemorazione. Ciò nonostante non presero parte alle azioni del governo. Altre idee critiche nei confronti della supremazia del papa, erano portate avanti oltre che dai Lollardi anche da ambienti che speravano imporre la supremazia del potere secolare sulla Chiesa da conciliaristi come Tommaso Moro e, agli inizi, da Cranmer. Altri riformisti cattolici, come John Colet ritenevano che gli eretici non erano più pericolosi, per la fede, della vita immorale e indolente dei chierici.
Di altro ordine fu l'impatto avuto dalle idee di Lutero. La sua idea cardine giustificati per mezzo della sola fede e non per le buone azioni, minacciava la base stessa del sistema penitenziale cattolico con le sue messe e preghiere di suffragio per i morti a pagamento e l'idea del purgatorio. Per Lutero, nessun atto penitenziale, nessuna preghiera, nessuna messa può garantire la grazia di Dio, solo la fede permette di ottenere ciò. Con la stampa, diffusasi alla fine del secolo precedente, si moltiplicarono il numero delle bibbie in lingua. Venne anche stampata una nuova traduzione fatta da William Tyndale, che venne proibita ma non si riuscì a fermarne la diffusione clandestina. In tali condizione la Chiesa non poteva più imporre in maniera efficace il proprio punto di vista. Attorno agli anni 1520 un gruppo che si riuniva alla taverna del Cavallo bianco di Cambridge, che si faceva chiamare piccola Germania, iniziò a guadagnare influenza; tra i suoi affiliati figuravano: Robert Barnes, Hugh Latimer, John Frith e Thomas Bilney. Tutti questi membri furono in seguito mandati al rogo come eretici, diversa sorte toccò a Thomas Cranmer, che era a quei tempi uno studente prudente e critico nei confronti delle idee di Lutero. Cramer cambiò opinione più tardi, in parte partecipando al gruppo che tentava di ottenere l'annullamento del matrimonio, e soprattutto dopo il suo soggiorno a Norimberga nel 1532 presso Osiandro, dove ne sposò segretamente la nipote. Anche allora la situazione si complicò per il fatto che pure i luterani non erano in favore dell'annullamento. Cramer fu costretto a cercare sostegno a Strasburgo e a Basilea, dove venne in contatto con le idee più radicali, quelle di Ulrico Zwingli.
Il programma di Cranmer, favorito dall'influenza di Anna Bolena sulle nomine vescovili, non era solamente diretto contro il clero e l'autorità di Roma. Egli persuase Enrico che, per premunirsi contro le alleanze politiche che Roma poteva tentare di creare, bisognava avviare dei negoziati con i principi luterani tedeschi. C'era la possibilità che l'imperatore Carlo V reagisse per vendicare il ripudio di sua zia, la regina Caterina, appoggiando la scomunica. Tutto ciò non portò a niente, se non al fatto d'introdurre in Inghilterra idee luterane: solamente tre sacramenti il battesimo, l'eucaristia, e la penitenza, che Enrico era pronto ad approvare per riservarsi la possibilità di un'alleanza. Più visibili e molto più spiacevoli furono le Ingiunzioni, prima nel 1536 poi nel 1538. Il programma cominciò con la soppressione di molti giorni festivi ritenuti occasione per vizi e pigrizia, particolarmente numerosi nel periodo dei raccolti, che ebbero un effetto immediato sulla vita dei villaggi. Le offerte alle immagini vennero scoraggiate, come i pellegrinaggi. In certi casi statue o quadri vennero bruciati o distrutti sotto il pretesto che erano oggetto di una devozione superstiziosa, vennero proibiti i ceri accesi davanti alle immagini, le Bibbie dovevano essere acquistate sia se erano scritte in latino che se scritte in inglese.

### Soppressione dei monasteri
Nel 1534 Cromwell iniziò un'ispezione dei monasteri, con il pretesto di controllarne lo stato, ma in realtà con lo scopo di valutarne il loro patrimonio in vista di un'espropriazione. Sopprimere dei monasteri allo scopo di raccogliere fondi non era cosa nuova. Cromwell lo aveva già fatto alcuni anni prima con il beneplacito del cardinal Wolsey, per raccogliere fondi per due collegi previsti a Ipswich e a Oxford. Questa volta l'ispezione venne accordata per redigere l'inventario dei possedimenti monacali. Gli ispettori pretesero di aver trovato, presso i monaci e le monache, condotte sessuali immorali e illeciti finanziari, questi vennero presi come pretesto per la soppressione dei monasteri. La Chiesa possedeva a quel momento tra un quinto e un terzo di tutte le terre inglesi. Cromwell comprese che poteva legare alla corona la piccola e la grande nobiltà, vendendo loro le terre dei monasteri, in quanto, in seguito, tutte le entrate dello Stato ottenute dalla supremazia reale avrebbero stravolto gli equilibri tra i potenti del regno. La soppressione iniziò partendo dai più piccoli monasteri dal 1536, questo primo intervento procurò alla corona una rendita annua di 200 lire sterline. Fondi che vennero utilizzati da Enrico per finanziare la costruzione di difese costiere contro invasioni, tutte le terre vennero assegnate alla corona o vendute all'aristocrazia. Mentre la supremazia reale aveva suscitato poche reazioni, la soppressione delle abbazie e dei monasteri urtarono i fedeli laici.
Folle di credenti attaccarono gli incaricati della demolizione degli edifici religiosi, e molti commissari incaricati dell'operazione furono aggrediti in molte località. In molte regioni del nord tra la fine del 1536 e l'inizio del 1537, vi furono sollevamenti dei fedeli contro l'azione dello Stato. Nell'autunno del 1536, a Horncastle nel Lincolnshire, vi fu un grande assembramento di oltre 40.000 persone, che venne disperso a fatica, dopo aver tentato, senza successo, di negoziare con il re attraverso una petizione. Altrettanto serio fu il pellegrinaggio di Grazia. Le rivolte si estesero a tutto lo Yorkshire dove i ribelli si riunirono a York. Robert Ask, loro leader, negoziò la riapertura di trentasei monasteri del nord, già sciolti. Le promesse che gli aveva fatto il duca di Norfolk vennero ignorate per ordine del re. Il duca ricevette l'ordine di reprimere la rivolta. Quarantasette ribelli del Lincolnshire e centotrentadue del pellegrinaggio del nord furono passati per le armi.. Altre rivolte seguirono, in Cornovaglia agli inizi del 1537, e a Walsingham nella contea di Norfolk, che ricevettero lo stesso trattamento. Furono necessari quattro anni a Cromwell per raggiungerne lo scopo. Nel 1539, mise in atto lo scioglimento dei grandi monasteri, che gli erano sfuggiti fino ad allora. Molti si piegarono, mentre altri cercarono di sopravvivere pagando. Quando i conventi venivano chiusi, molti monaci cercarono rifugio in monasteri più grandi, mentre altri divennero sacerdoti secolari. Diciotto certosini si opposero e vennero uccisi.

### Capovolgimento della Riforma
L'abolizione dell'autorità papale non determinò l'ordine ma al contrario dette luogo a dissensi e violenze. Ogni giorno vengono riferiti a Cromwell atti senza senso di iconoclastia, distruzioni gratuite, dispute degenerate in atti violenti, contestazioni estreme di ogni forma di fede, che egli tentò di nascondere al re.. Quando Enrico venne a sapere quello che accadeva reagì. 
Così alla fine del 1538, fra le altre cose, venne fatto un proclama che proibiva le libere discussioni aventi come oggetto l'eucaristia e che vietava il matrimonio dei preti sotto la pena di morte. Enrico presiedette personalmente nel novembre del 1538 il processo a John Lambert, che aveva negato la Transustanziazione. Nello stesso periodo, partecipò alla stesura della proclamazione che dava dieci giorni agli anabattisti e ai sacramentali per lasciare il paese. Nel 1539, il Parlamento votò i Sei Articoli, confermando il credo cattolico riguardo alla transustanziazione, il celibato dei sacerdoti, l'importanza della confessione personale e prescrivendo sanzioni per tutti coloro che li negavano. In quell'anno, il re partecipò al Triduo Pasquale con una certa ostentazione.. Il 28 giugno 1540, Cromwell, che per molto tempo fu confidente e leale servitore del re, venne giustiziato. Diverse ragioni vengono addotte per questo fatto: Cromwell non avrebbe fatto applicare l'atto dei Sei Articoli, che avrebbe sostenuto Barnes, Latimer e altri eretici, o che fosse stato il responsabile del matrimonio di Enrico con Anna di Clèves, sua quarta moglie. Molti altri vennero arrestati, mentre si dice che Cranmer tenne un basso profilo.
Quello stesso anno il re d'Inghilterra iniziò il suo attacco contro la libera disponibilità di Bibbie. Nel 1536 Cromwell aveva incaricato tutte le parrocchie di acquisire una Bibbia di grossa taglia completa in inglese, queste dovevano essere presenti per la Pasqua dell'anno successivo. Questa istruzione venne largamente ignorata. Anche una nuova versione detta La Grande Bibbia, basata principalmente su una traduzione in inglese di William Tyndale che partiva da fonti ebraiche e greche, venne autorizzata nell'agosto del 1537. Nel 1539 Enrico manifestò il desiderio di vederla corretta, compito che Cranmer affidò agli universitari. In tutti i casi le parrocchie furono riluttanti a mettere a disposizione dei fedeli Bibbie in lingua inglese. Esse tendevano a evitare la lettura di queste traduzioni, timorose di creare nuovi eretici.. Con l'atto per l'avanzamento della vera religione del 1543, Enrico limitò la lettura della Bibbia ai soli uomini e donne di nobile estrazione. Egli espresse le sue preoccupazione al Parlamento nel 1545, non voleva che la parola di Dio venisse, rimata, cantata, scandita in taverne e luoghi profani, in contrasto con il vero senso della dottrina. Si disse che non vi era nessun popolo europeo più influenzato dalle Scritture in vernacolo che il popolo inglese..
I tradizionalisti, il duca di Norfolk, Wriothesly, Gardiner e Tunstall, si erano guadagnati i favori del re, e vennero destinati nel suo testamento a diventare membri del Consiglio di Reggenza alla sua morte. Ma prima che Enrico morisse nel 1547, Edward Seymour, I conte di Hertford, fratello della terza moglie del re Jane Seymour, e per questo zio del futuro re Edoardo VI, riuscì, grazie a varie alleanze concluse con protestanti influenti come John Dudley, a prendere il controllo del Consiglio privato. Riuscì a convincere Enrico a modificare il testamento, nominando come esecutore testamentario i suoi partigiani..

## La Riforma sotto Edoardo VI d'Inghilterra

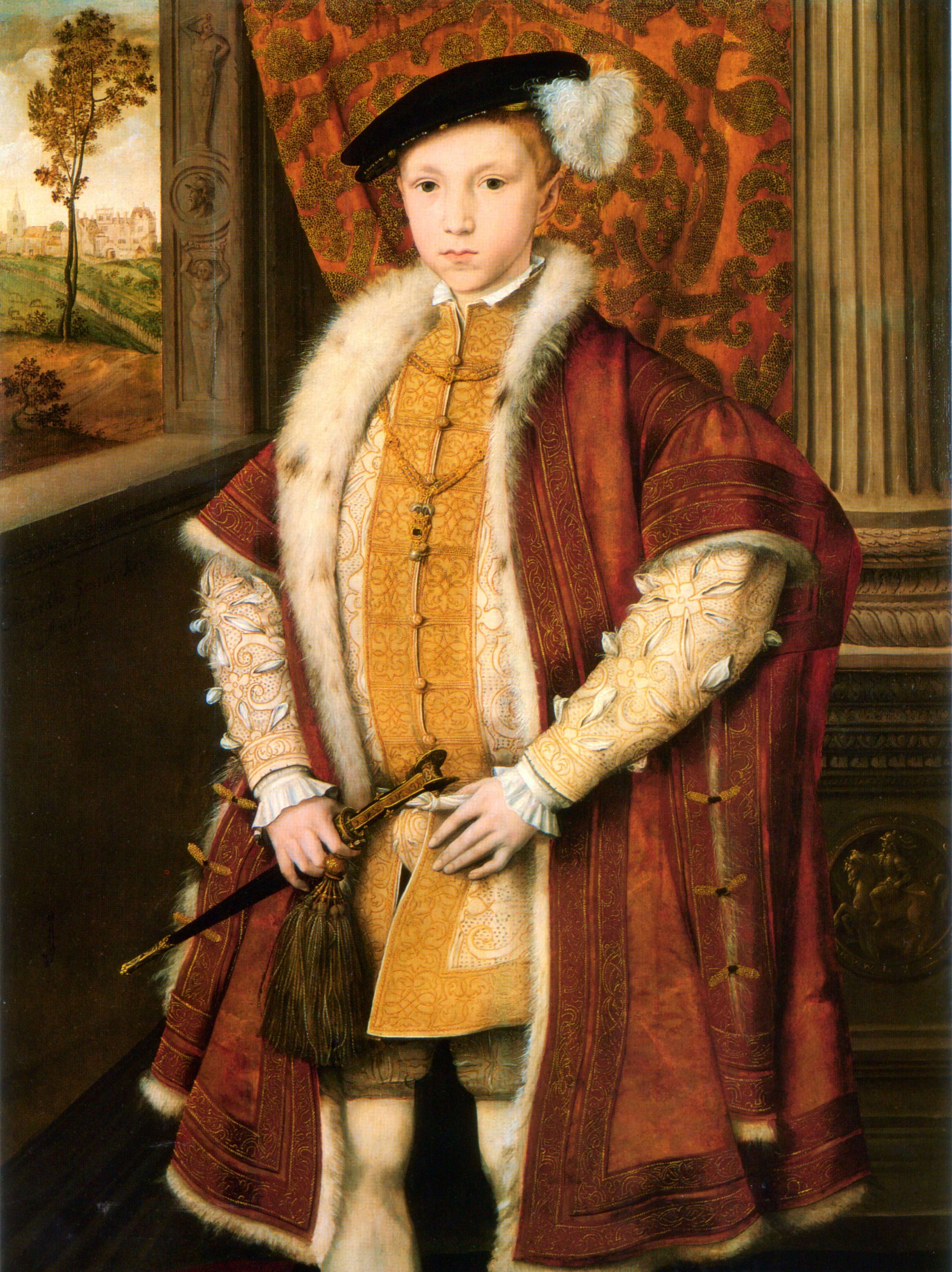
Il re Edoardo VI d'Inghilterra, sotto il suo regno la riforma della Chiesa inglese si orientò verso il protestantesimo.

Alla morte di Enrico nel 1547, gli succedette il figlio di nove anni Edoardo. Edoardo era un ragazzo precoce, allevato nella fede protestante, ma al tempo stesso insignificante politicamente. Suo zio Edward Seymour venne nominato Lord Protettore, con un potere quasi simile a quello di un sovrano. Nominato Duca di Somerset, dapprima si mosse con cautela, anche perché la sua nomina aveva trovato delle contestazioni. Si muoveva solo quando ne vedeva un vantaggio politico. Inasprì le ingiunzioni contro le immagini, che vennero implacabilmente applicate, da prima in maniera informale, poi su ordine. Tutte le immagini nelle chiese dovevano essere smantellate, vetrate, reliquiari e statue vennero rovinate o distrutte. I crocifissi, le balaustre e le inferriate vennero abbattuti mentre le campane vennero tolte. Vennero proibiti i paramenti sacri che vennero o venduti o bruciati. I vassoi della questua vennero fusi o venduti, venne tolto anche l'obbligo di celibato per i sacerdoti. Vennero proibite le processioni, il mercoledì delle ceneri e la domenica delle palme vennero eliminati. Le cantorìe, grazie a cui le messe celebrate per i defunti venivano pagate, vennero totalmente abolite.
La maniera con cui tutti questi cambiamenti vennero accolti è materia di dibattito: 
secondo A.G. Dickens il popolo aveva cessato di credere alla forza di intercessione delle messe celebrate per le anime del purgatorio; altri, come Eamon Duffy, affermano che la demolizione di cappelle e il ritiro delle immagini avvenivano in coincidenza con visite reali. Nel 1549, Cranmer introdusse un libro di preghiera comune in lingua inglese. Nel 1550, gli altari in pietra vennero sostituiti con semplici tavole di legno, una rottura molto marcata con il passato, questo cambiò l'apparenza e il punto centrale degli edifici religiosi.
Meno visibile, ma non meno importante, era l'ordinario, che venne fornito ai pastori protestanti, ma non ai sacerdoti cattolici, che, secondo l'opinione comune, era un adattamento conservativo di una bozza preliminare di Martin Bucer. Nella prefazione veniva menzionata esplicitamente la successione storica, ma venne descritta come un esempio supplementare di adozione opportunistica da parte di Cranmer delle forme medievali per degli scopi nuovi. Nel 1551, l'episcopato venne rimodellato con nomine di pastori protestanti. Questo tolse l'ostacolo ai cambiamenti, rappresentato dal rifiuto di alcuni vescovi di far applicare i regolamenti imposti dal governo. Oramai la riforma poteva avanzare rapidamente. Nel 1552, il libro delle preghiere, che il vescovo tradizionalista Stephen Gardiner aveva definito dalla sua prigione come sofferente di un'interpretazione cattolica, venne sostituito da un secondo testo più radicale, che modificava la forma dell'officio, togliendone ogni senso del sacrificio. Il Parlamento di Edoardo abrogò anche i Sei Articoli introdotti dal padre.
L'adozione della nuova liturgia non fu adottata senza proteste. Il conformismo era all'ordine del giorno, ma nell'Inghilterra dell'est e nel Devon, vi furono delle ribellioni come in Cornovaglia dove molte parrocchie inviarono i loro giovani. Queste rivolte furono brutalmente represse. Altrove, le cause della rivolta furono meno chiare, ma in luglio, in tutto il sud del paese regnava una calma fremente, che alla fine esplose in numerosi luoghi sotto forma di agitazioni, la più violenta fu quella del Kent a Norwich.
Ma nel resto del paese, semplicemente le riforme venivano ignorate, i sacerdoti delle cappelle continuarono a cantare le messe e i proprietari terrieri a pagarle. L'opposizione alla soppressione delle immagini sacre era così capillare che, durante il Commonwealth, William Dowsing (1596-1679) fu incaricato di distruggerle nel Suffolk, un compito da lui definito enorme. Nel Kent e nel sud-est, le riforme vennero accolte il più sovente volontariamente, e per molti, la vendita dei paramenti sacri e dei calici, fece guadagnare parecchi soldi. Ma è vero che a Londra e nel Kent, le idee riformiste si erano infiltrate più profondamente nel popolo. La resistenza dal canto suo fece vacillare il Lord Protettore Somerset, e nel 1549 molti temevano che la riforma non riuscisse. Il libro delle preghiere era il problema più importante, allora Liste fatto conte di Warwich, venne nominato Lord Presidente del Consiglio privato, e da buon opportunista morì cattolico, utilizzò la riforma come mezzo per abbattere i suoi avversari.
In apparenza, la distruzione e la vendita delle immagini sacre aveva cambiato le chiese. Di fatto, molte di queste vennero semplicemente nascoste, mentre le opere in pietra vennero sepolte. Vi furono molte discussioni tra il governo e le parrocchie sui beni della chiesa. Così, quando Edoardo morì nel luglio del 1553 e il duca di Northumberland tentò di far salire al trono la protestante Jane Grey, l'impopolarità delle riforme e delle confische diede a Maria (cattolica) la possibilità di farsi proclamare regina, prima nel Suffolk, in seguito a Londra, per acclamazione della folla.

## La Restaurazione cattolica

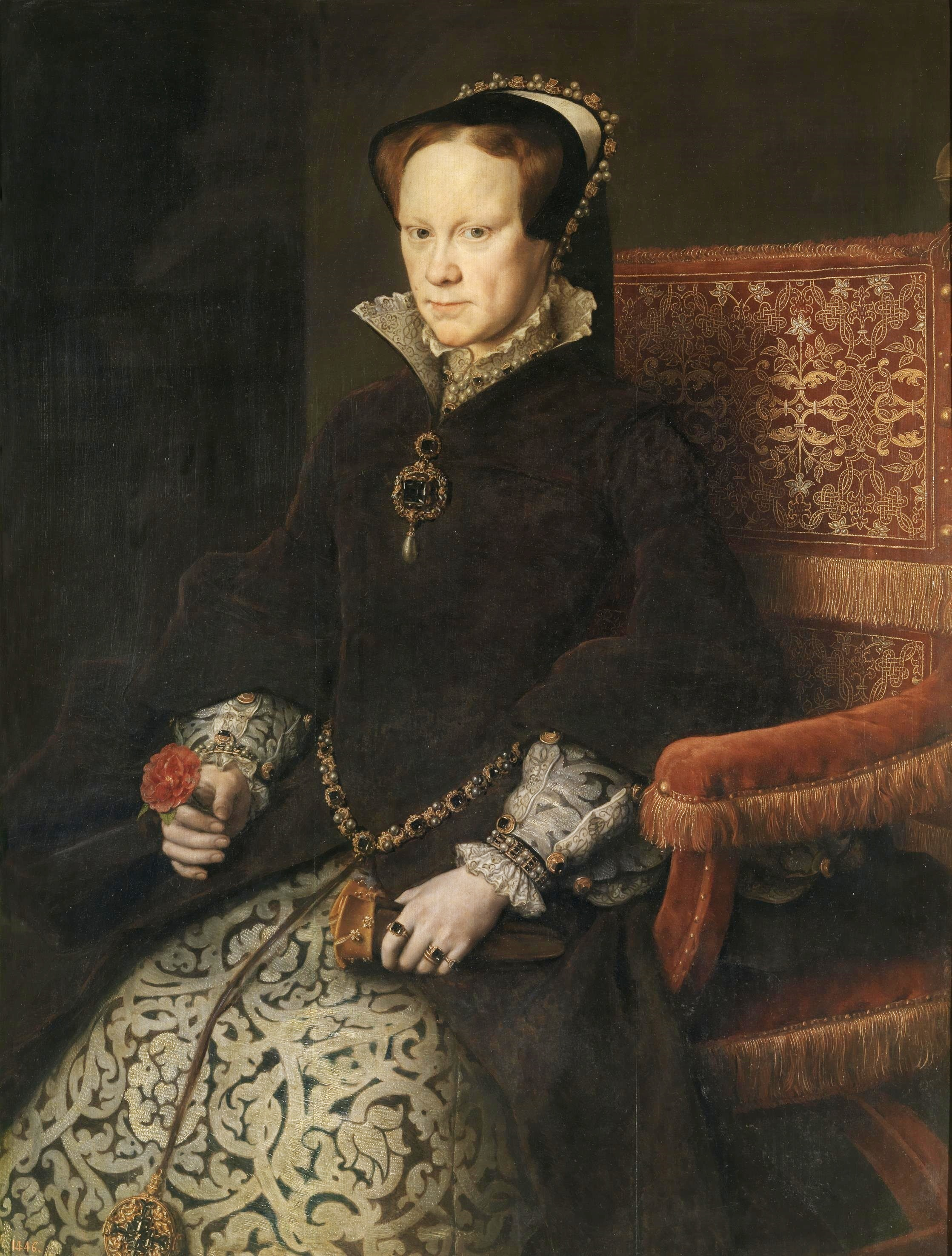
La regina Maria I d'Inghilterra autrice della riunificazione con Roma.

A partire dal 1553, sotto il regno di Maria I, figlia cattolica di Enrico, la riforma venne abrogata, Maria cercò di ottenere la riunificazione con Roma. Il suo primo atto parlamentare fu quello di far riconoscere retroattivamente l'unione dei genitori, con l'obiettivo di legittimare la sua pretesa al trono. Raggiunto lo scopo in patria, questo non fu sufficiente per ottenere la stessa cosa dal pontefice, che chiedeva che anche le questioni riguardo ai beni ecclesiastici fossero risolte nel paese. Questo voleva dire che chi aveva acquistato quei beni ne entrava effettivamente in possesso. Fu solo quando i proprietari terrieri inglesi si videro accordare soddisfazione, che il rappresentante di Giulio III arrivò, nel novembre del 1554, per ratificare la riunificazione con Roma. Il cardinale Reginald Pole venne nominato arcivescovo di Canterbury in sostituzione di Cranmer che era stato imprigionato, Maria avrebbe potuto farlo giudicare per tradimento (egli aveva sostenuto la candidatura di Jane Grey), ma ella preferì farlo giudicare per eresia.
L'abiura di Cranmer sembrava un successo della regina, questa abiura venne firmata in prigione, ma mentre veniva portato al patibolo ritrattò pubblicamente, riaffermando il suo protestantesimo, questo trasformò la vittoria di propaganda in una sconfitta per il governo e Maria. Per ottenere i suoi scopi di controriforma Maria doveva impedire alla sua sorellastra protestante Elisabetta, di accedere al trono. Per raggiungere lo scopo avrebbe dovuto concepire un erede al trono. Si sposò quindi con il figlio di Carlo V Filippo II di Spagna. Vi furono delle opposizioni a questo matrimonio, con ribellioni nel Kent, condotte da Sir Thomas Wyatt, anche se come clausola matrimoniale veniva stipulato che il marito non poteva subentrare al trono in caso di morte della regina, che egli non riceveva nessun possedimento su suolo britannico e che non sarebbe stato incoronato. Di fatto la sua funzione era quella di assicurare un discendente alla regina. Tutto questo non portò a nulla, la regina non ebbe eredi. L'apparente gravidanza era in realtà un tumore allo stomaco. Colmo della sfortuna, alla morte di papa Giulio III succede Paolo IV, che dichiara guerra a Filippo II, richiamando l'arcivescovo Reginald Pole a Roma con l'accusa di eresia. Maria rifiutò di farlo partire. Le speranze di riconciliazione svanirono come neve al sole.
A partire dal 1555, i toni, in origine concilianti, del regime cominceranno ad indurirsi. Le leggi medievali sulle eresie furono rimesse in vigore. Seguirono così quelle che furono chiamate le Persecuzioni di Maria, nel corso delle quali 283 protestanti furono bruciati al rogo per eresia. La regina si vedrà così assegnare il soprannome di Maria la sanguinaria, grazie al libro Book of Martyrs di John Foxe, dove sono descritte in dettaglio le esecuzioni. Più tardi, l'autorità ecclesiastica inglese ordinerà di introdurre il libro di Foxe in ogni cattedrale del paese. Le esecuzioni eseguite precedentemente, dopo le rivolte del 1536 e la ribellione di St. David's Down del 1549, come il numero sconosciuto di monaci che morirono per avere rifiutato di sottomettersi alla riforma, superava largamente quelli giustiziati sotto Maria I. Ma l'eroismo di alcuni di questi martiri fu un esempio per quelli che ne furono testimoni, così che in certi luoghi, furono i roghi ad agitare il popolo contro il regime.
Si ebbe un lento consolidamento del Cattolicesimo durante gli ultimi anni di Maria. Edmund Bonner, vescovo di Londra, che si era riconciliato con il Cattolicesimo, pubblicò un catechismo e una raccolta di omelie. Gli stampati furono largamente utilizzati per produrre degli abecedari e dei testi religiosi. Le vocazioni cominciarono a crescere dopo quasi un decennio: le riparazioni delle chiese, per lungo tempo trascurate ripresero. Nelle parrocchie, «i restauri e le riparazioni proseguirono, nuove campane furono acquistate, e la produzione di birra delle chiese produssero nuovi profitti pastorali». Dei commissari fecero delle ispezioni per verificare che gli altari fossero restaurati, i crocefissi rimessi al loro posto, i paramenti sacerdotali e i calici riacquistati. Di più, Pole era determinato a fare di più che ristabilire la situazione precedente alla riforma. Egli basava sulle Scritture l'insegnamento e l'educazione per il miglioramento dei principi morali del clero. È difficile stabilire sino a che punto la devozione cattolica, con le sue credenze nei Santi e nel Purgatorio, fosse stata alterata. Alcune certezze, particolarmente quelle economiche, erano ormai tolte di mezzo: le donazioni alle chiese si riducevano in modo significativo. La fiducia negli uomini di chiesa, che erano stati pronti a cambiare d'opinione, e che ora volevano lasciare le loro nuove mogli, come si richiedeva loro, si andava certamente indebolendo. Pochi monasteri e canterie furono ristabiliti. Alcuni hanno detto che la religione parrocchiale fu contrassegnata da una «sterilità religiosa e culturale» mentre altri osservarono un entusiasmo, guastato solo, dal punto di vista economico, da cattivi raccolti che causarono miseria e povertà. Quello di cui c'era bisogno era il tempo: ecco qual era il sentimento dei protestanti, come Thomas Bentham, che appartenevano a delle congregazioni clandestine che si apprestavano a compiere un lungo cammino, per il momento occorreva sopravvivere. La morte di Maria nel dicembre 1558, senza figli e senza aver previsto un cattolico che le succedesse, non permise un consolidamento del cattolicesimo.

## Il consolidamento elisabettiano

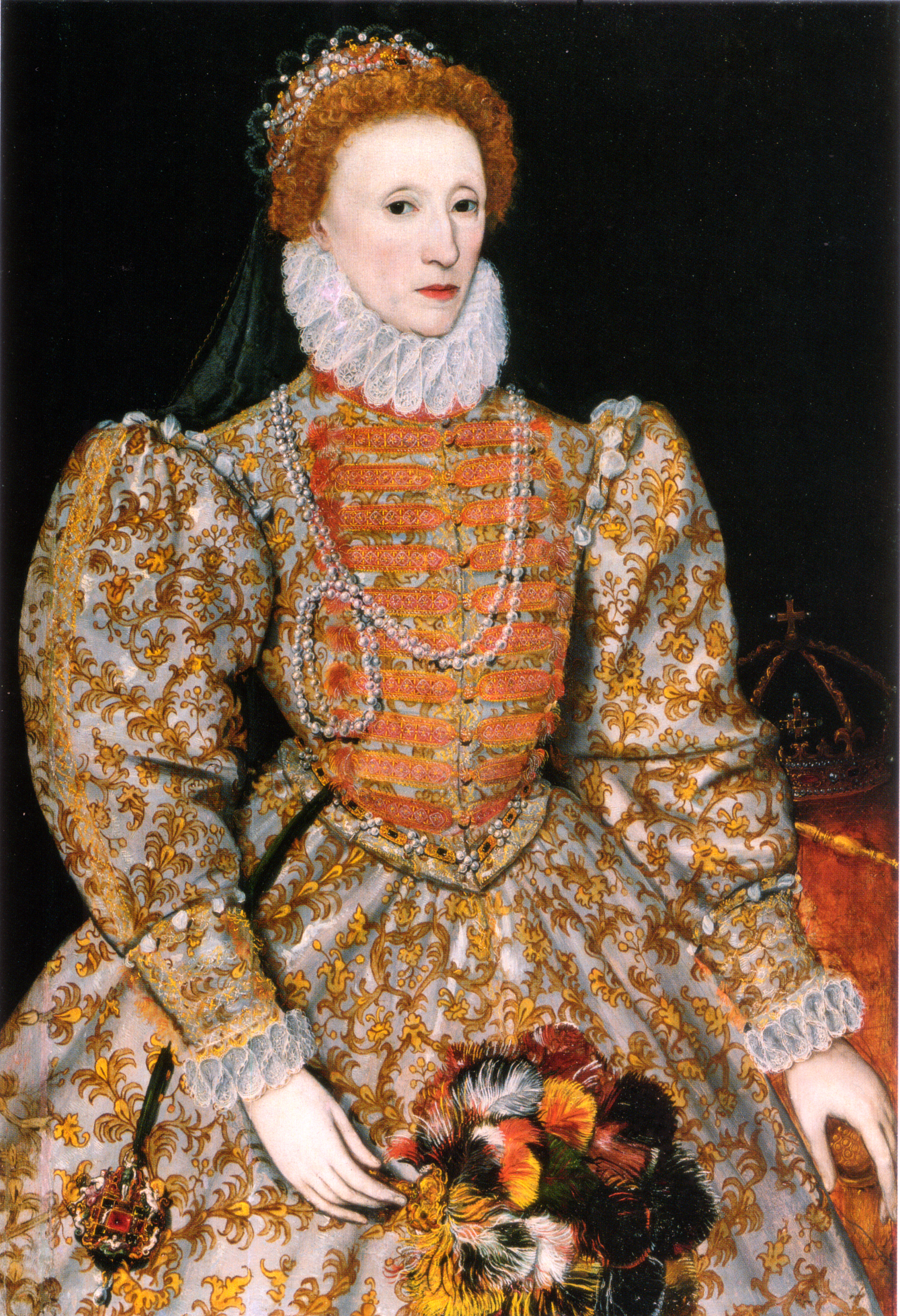
La regina Elisabetta I adottò una forma moderata di protestantesimo, che fu messo in discussione dopo la sua morte.

Quando Maria morì, senza figli, nel 1558, la sua sorellastra Elisabetta ereditò il trono. Essa era protestante, ma senza fanatismo così che dovette procedere lentamente, e con qualche difficoltà per ristabilire l'eredità del suo fratellastro.
In questo modo il Parlamento votò senza difficoltà, nel 1559, la «Legge di supremazia» che convalidava dieci leggi che Maria aveva abrogato e che conferivano a Elisabetta il titolo di «Governatore supremo della Chiesa d'Inghilterra». Al contrario, la «Legge d'uniformità» del 1559, che obbligava il popolo ad assistere all'officio della domenica in una chiesa anglicana, utilizzando una versione leggermente modificata del "libro della preghiera comune", non fu votato che con tre voti di differenza.
Per quanto riguarda il problema delle immagini Elisabetta inizialmente autorizzò i crocifissi e i ceri, e di permettere la reintroduzione dei paramenti sacri, queste iniziative non vennero ben accolte dai nuovi vescovi protestanti appena eletti. Nel 1560, Edmund Grindal, che era stato esiliato sotto Maria, venne nominato vescovo di Londra e fu autorizzato a distruggere le balaustre delle gallerie delle chiese di Londra, l'anno successivo fu la regina stessa ad autorizzare la demolizione degli amboni..
In seguito la determinazione di evitare ogni nuova restaurazione si evidenziò con l'attenta distruzione dei crocefissi, dei paramenti sacerdotali, delle lastre d'altare, dei dipinti dei Giudizi universali, delle statue e di altri ornamenti. Ma ciò che contribuì più di ogni altra cosa al successo dell'operazione fu molto semplicemente la stessa durata del regno di Elisabetta: mentre Maria per imporre il suo programma ebbe a disposizione solo cinque anni, Elisabetta poté usufruire di più di quarant'anni. Coloro che pazientavano «in attesa di giorni migliori» che fosse ordinata una nuova restaurazione, furono sconfitti dal passare degli anni.
Questo però non fu un semplice processo di consolidamento poiché durante il suo regno comparve il Puritanesimo che inglobava quei protestanti che, pur essendo 'accordo che vi dovesse essere una Chiesa nazionale, ritenevano tuttavia che la Chiesa dovesse essere solo in parte riformata. Il Puritanesimo andava dall'ostilità per il contenuto del libro delle preghiere e delle cerimonie papiste fino a desiderare uno Stato ecclesiastico radicalmente riformato.
Grindal fu nominato arcivescovo di Canterbury nel 1575, e, per la sua ispirazione a favorire la causa puritana si mise in contrasto con la stessa regina. Le indirizzò un rimprovero di 6000 parole che terminava con queste parole: «Sopportatemi con pazienza, ve ne supplico Signora, se io scelsi d'offendere la vostra maestà terrestre piuttosto che offendere la maestà celeste di Dio».». I fastidi che egli procurò gli guadagnarono l'arresto e benché egli non fosse mai stato dichiarato decaduto dal suo titolo, la sua morte, cieco e malato, mise fine alle speranze dei suoi amici.
Il suo successore John Whitgift, rifletté più a lungo di fronte alla determinazione della regina di riportare all'ordine quelli che non erano disposti ad accettare quanto aveva stabilito. Conformista, egli impose al clero un livello d'obbedienza, che, sembra, allarmò gli stessi ministri della regina, come Lord Burghley. La causa puritana non era favorita neppure dai suoi stessi sostenitori. Gli opuscoli dell'autore sotto lo pseudonimo Martin Marprelate, che attaccavano il clero conformista con un humour diffamatorio, scandalizzavano il clero puritano più anziano tanto che chiesero al governo di tentare, senza risultati, di smascherare questo scrittore satirico. Incidentalmente fu difficile per i puritani di resistere nel concludere che poiché la sconfitta dell'Invincibile Armada nel 1588 fu voluta da Dio che «soffiò il suo vento ed essi furono dispersi», questo stesso Dio che poi non aveva procurato alcun disastro, non doveva essere troppo offeso per la condizione religiosa del paese. 
D'altra parte, restavano ancora un gran numero di credenti cattolici, alcuni si conformarono, piegandosi ai cambiamenti dei tempi, ma sperando in un ritorno all'ortodossia. I paramenti sacri sempre nascosti, come i candelieri dorati e i calici. Di nascosto si celebravano ancora delle messe con la Comunione. Era comunque molto più difficile di prima. I cambiamenti introdotti da Elisabetta furono più globali e incisivi di quelli portati da suo fratellastro Edoardo. Tutti i vescovi, tranne uno, persero la loro funzione, un centinaio di professori universitari di Oxford vennero esautorati, molti dignitari diedero le dimissioni piuttosto che giurare. Altri, sia sacerdoti che laici, vissero una doppia vita, si erano apparentemente conformati, ma cercavano di evitare i giuramenti di conformità. Fu solo con il tempo che i refrattari, quelli che si rifiutavano di assistere ai servizio divino protestante, divennero più numerosi. I gesuiti e i seminaristi formati al Collegio inglese di Douai e a Roma per compensare le perdite di sacerdoti in patria, incoraggiavano i reticenti. Negli anni settanta una Chiesa clandestina crebbe rapidamente, mentre la Chiesa d'Inghilterra divenne più protestante e meno tollerabile per i cattolici, che formava una minoranza di una certa importanza. Il domenicano Girolamo Pollini pubblicò, in italiano e in cinque libri, uno studio sulle reali condizioni dei cattolici inglesi, durante i primi venti anni di regno di Elisabetta I. La sua Storia ecclesiastica della rivoluzione d’Inghilterra, fu edita per la prima volta nel 1591, a Firenze.
La rivolta dei conti del nord, nel 1569, fu il solo tentativo serio di restaurare il vecchio regime. L'iniziativa fu fallimentare: nonostante le folle tumultuose che li accolsero a Durham, la rivolta non si estese. Gli aiuti che essi si attendevano non arrivarono, la comunicazione con i loro alleati a corte fu mediocre, e rimasero troppo lontani per riuscire a liberare Maria Stuart, prigioniera a Tutbury, la cui liberazione avrebbe assicurato molti più sostegni.
Per i cattolici, la scelta divenne sempre più inevitabile, dopo il rifiuto della Chiesa cattolica di autorizzare l'assistere occasionalmente alle celebrazioni protestanti, e la scomunica di Elisabetta da parte del papa Pio V nel 1570. L'arrivo dei preti dei seminari, ritenuta necessità vitale per certi cattolici, avrebbe provocato ulteriori fastidi. I ministri di Elisabetta presero delle contromisure per arginare questa situazione: le multe per chi non aveva assistito al culto, inizialmente di 12 penny, vennero portate a 20 sterline mensili, cinquanta volte il salario di un artigiano. Era diventato un atto di tradimento la sottomissione a Roma e la riconciliazione con essa. 
Le esecuzioni di sacerdoti iniziarono: la prima nel 1577, quattro nel 1581, undici nel 1582, due nel 1583, sei nel 1584, cinquantatré nel 1590 (settanta per gli anni dal 1601 e 1680). Era infatti proibito per un sacerdote cattolico ordinato all'estero entrare nel paese. Per molti credenti la scelta era fra tradimento o dannazione. Chiaramente vi era comunque una differenza tra la legge e la sua applicazione. Gli attacchi del governo contro i refrattari si focalizzavano sulla Gentry. Pochi di loro vennero veramente condannati a delle ammende, e se questo avveniva si applicavano degli sconti. La persecuzione aiutò i sacerdoti a convincersi che non dovevano rifiutare la comunione a conformisti occasionali. Le persecuzioni non estinsero la fede ma la misero alla prova crudelmente. Un gran numero di cattolici nell'est dell'Inghilterra e nel nord si fusero nel resto della popolazione negli anni sessanta, in parte in quanto i sacerdoti rimasti fedeli a Roma non servivano che le grandi famiglie cattoliche, che erano le sole in grado di nasconderli. Senza la messa e una educazione pastorale le persone di umili condizioni, gli artigiani e i contadini si confusero nel conformismo, mentre i cattolici, sostenuti da sacerdoti stranieri, vennero considerati come non inglesi.

## Eredità
Alla morte della regina Elisabetta, emerse un terzo partito, ostile nei confronti dei puritani senza essere legato a Roma. Preferisce il Libro delle preghiere rivisto nel 1559, da dove erano state tolte alcune frasi offensive per i cattolici. I refrattari avevano abbandonato il centro della scena. Una nuova disputa si era ingaggiata tra i puritani, che speravano di togliere di mezzo il libro di preghiere e l'episcopalismo, e il terzo partito, che rifiutava le profezie ma voleva una gerarchia episcopale, e la cui spiritualità era stata nutrita dal libro di preghiera. Alla morte di Elisabetta nel 1603, fu tra questi due gruppi che l'episodio più violento della Riforma sarebbe nato. Durante il regno degli Stuart, Giacomo I e Carlo I, i termini della disputa andarono delineandosi, si arrivò alla Guerra civile inglese, il primo conflitto su suolo inglese che si estese alla popolazione civile. La guerra non fu che in parte religiosa, ma l'abolizione del libro di preghiere e dell'episcopato ad opera di un parlamento puritano fu uno dei motivi scatenanti del conflitto. Come Diarmaid MacCulloch aveva notato, esso fu il legame degli avvenimenti tumultuosi, e può essere ritrovato lungo tutto il Commonwealth (1649-1660), e la Restaurazione che seguirono. Il terzo partito sarebbe diventato il cuore della Chiesa d'Inghilterra restaurata, questo fu il nome che le venne dato questa Chiesa avrebbe occupato solo una parte della scena, che fu completata da movimenti non conformisti in cui vennero inclusi anche i cattolici.